# 布蘭尼基宮 (比亞韋斯托克)

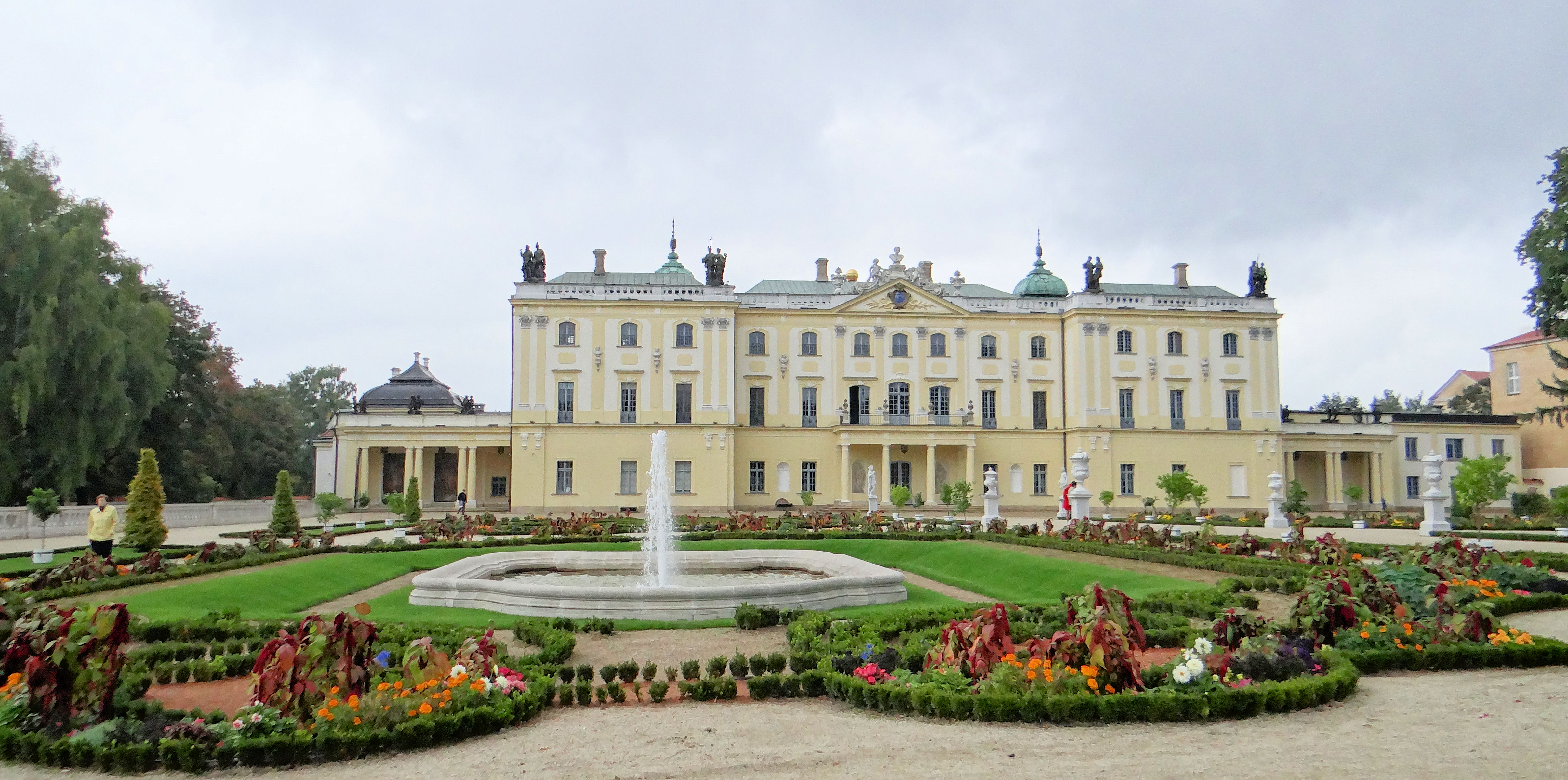
布蘭尼基宮

布蘭尼基宮（波蘭語：Pałac Branickich）是位於波蘭比亞韋斯托克的一座歷史建築。布蘭尼基宮修建在一座18世紀初期建築的遺址上。宮殿建築群模仿了法國宮殿建築，有波蘭的凡爾賽宮之稱。